# Parque nacional Caura
El Parque Nacional Caura es un espacio protegido con el estatus de  parque nacional de Venezuela. Con una superficie de 7.534.000 ha. (75.340 km²) es el parque más grande del país, segundo en el mundo y el segundo de más reciente creación (2017), después del Parque nacional Dr. José Gregorio Hernández (2021).

## Historia
En 1968 el gobierno de Raúl Leoni decreta la creación de varios espacios protegidos entre ellos reservas forestales que incluyen el área del Caura, en 2008 el gobierno de Hugo Chávez crea el Plan Caura destinado a proteger los recursos de este espacio. 
En marzo de 2017 la administración de Nicolás Maduro decreta la creación del parque nacional Caura para preservar los espacios de esta extensa región entre los estados Bolívar y Amazonas. En marzo de 2018 fue presentado su primer plan de ordenamiento. Es el segundo parque nacional más grande del mundo.

## Ecosistema

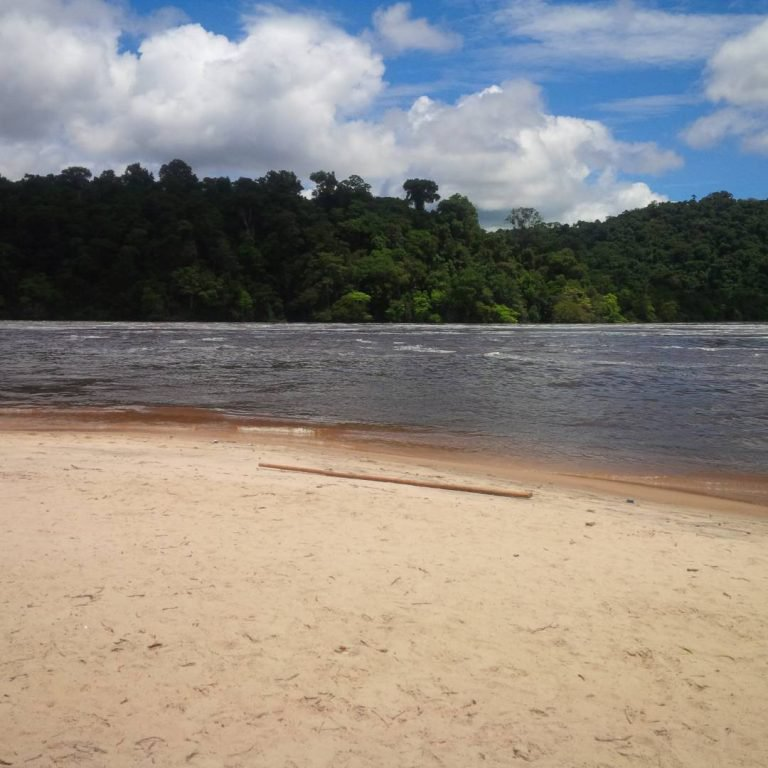
Vista del parque nacional.

### Flora
Se trata de una reserva que está localizada en la zona de vida del bosque húmedo tropical. En ella destacan especies vegetales como : el aceite cabimo, el algarrobo, el araguaney, la caoba, la carapa, entre otros. Cuenta con una superficie de 5 134 000 ha (51 340 km²) y una temperatura media anual de 32 °C y una precipitación media anual de 2.271 mm.

### Fauna
La fauna representativa del parque nacional Caura incluye las dantas (Tapirus terrestris), el báquiro de cachete blanco (Tayassu pecari), las pavas de cola blanca (Crax alector) y de cola colorada (Mitu tomentosa), el oso hormiguero (Myrmecophaga tridactyla), la lapa (Cuniculus paca), el picurito rabudo (Myoprocta pratti), el báquiro de collar (Pecari tajacu), el mono araña de vientre amarillo (Ateles belzebuth), rabipelados (Didelphis marsupialis), cachicamos (Dasypus spp) y venados (Mazama spp) y grullas (entre otras aves galliformes). También alberga carnívoros de gran tamaño como el jaguar (Panthera onca), el puma (Puma concolor) y el hurón (Eira barbara). Muchas de estas poblaciones son afectadas por la presión de la caza ante la sedentarización de las comunidades, según investigaciones de la Wildlife Conservation Society publicadas en 2016.